# إنفوي للطيران
انفوي للطيران (بالأنجليزية:Envoy Air) المعروفة باسم خطوط النسر الأمريكية الجوية
- هي شركة طيران أمريكية مقرها في مدينة إيرفينغ في الولايات المتحدة وكانت الشركة تابعة للخطوط الجوية الأمريكية وتسافر 166 طائرة إلي 160 وجهة حول المكسيك والولايات المتحدة وكندا ورئيس الشركة هو بيدرو فابريجاس وهي أحدي شركات الطيران الأمريكية التابعة لمؤسسة الخطوط الأمريكية القابضة وتمتلك أسطول من طائرات بومباردييه سي آر جيه 700 وإمبراير إي آر جيه 145 وإمبراير اي جت.[1]

## أحداث وحوادث
يوم الهالوين في 31 أكتوبر 1994: تحطمت طائرة إيه تي آر 72 التابعة خطوط النسر الأمريكية الجوية الرحلة 4184 في بلدة روسيلاون بولاية إنديانا مما أدى إلى مقتل جميع الركاب البالغ عددهم 64 راكبا وأفراد الطاقم الأربعة بعد فقدان التحكم وكانت تملكها شركة خطوط سيمونز الجوية بالنيابة عن خطوط النسر الأمريكية الجوية وقد أقلعت من مطار إنديانابوليس الدولي إلي مطار شيكاغو أوهير الدولي وسبب الحادث كان فرط تبريد المطر المتجمدة علي الجناح الأيمن خلف مبطن التذويب بسبب تمديد القلابات وتسبب الاضطرابات الجوية بتحريك جنيحات الجناح الأيمن للأعلي مسببة انحراف الطائرة لليمين بدرجة حادة.

## وصلات خارجية
- Envoy Air
- American Eagle Latitudes
- American Eagle page at American Airlines website